# (37524) 4375 T-3
4375 T-3 (asteroide 37524) é um asteroide da cintura principal. Possui uma excentricidade de 0.01959360 e uma inclinação de 7.14770º.
Este asteroide foi descoberto no dia 16 de outubro de 1977 por Cornelis Johannes van Houten e Ingrid van Houten-Groeneveld e Tom Gehrels em Palomar.